# Pilea glaucophylla
Pilea glaucophylla är en nässelväxtart som beskrevs av Ellsworth Paine Killip. Pilea glaucophylla ingår i släktet pileor, och familjen nässelväxter. Inga underarter finns listade i Catalogue of Life.